# Potentilla hippiana
Espèce
Potentilla hippiana est une espèce de plantes à fleurs de la famille des Rosacées originaire d'Amérique du Nord.